# Nakayama Kazuya
Kazuya Nakayama (sinh ngày 10 tháng 5 năm 1992) là một cầu thủ bóng đá người Nhật Bản.

## Sự nghiệp câu lạc bộ
Kazuya Nakayama đã từng chơi cho YSCC Yokohama.